# Goux
Goux (gaskognisch: Gots) ist eine französische Gemeinde mit 63 Einwohnern (Stand 1. Januar 2022) im Département Gers in der Region Okzitanien; sie gehört zum Arrondissement Mirande.

## Geografie
Goux liegt rund 21 Kilometer südöstlich der Kleinstadt Aire-sur-l’Adour im Westen des Départements Gers an der Grenze zum Département Hautes-Pyrénées. Es gehört zum Weinbaugebiet Côtes de Saint-Mont. Die wichtigsten Gewässer sind der Fluss Adour und der Bach Boscassé. Wichtigste überregionale Verkehrsverbindung ist die wenige Kilometer westlich der Gemeinde verlaufende Autoroute A65 (Teil der Europastraße 7). Die nächstgelegenen Bushaltestellen sind in Cahuzac-sur-Adour und Castelnau-Rivière-Basse (Buslinie 940 Mont-de-Marsan – Aire-sur-l’Adour – Tarbes). 
Umgeben wird Goux von den Nachbargemeinden Cahuzac-sur-Adour im Norden, Tasque im Nordosten, Galiax im Osten, Préchac-sur-Adour im Südosten, Castelnau-Rivière-Basse (im Département Hautes-Pyrénées) im Süden, Saint-Lanne (im Département Hautes-Pyrénées) im Südwesten sowie Cannet im Westen.

## Geschichte
Die Gemeinde liegt historisch innerhalb der Gascogne und gehört dort zur Region Rivière-Basse. Von 1793 bis 1801 gehörte Cannet zum Distrikt Nogaro.

## Bevölkerungsentwicklung
| Jahr                       | 1962 | 1968 | 1975 | 1982 | 1990 | 1999 | 2006 | 2018 |
| Einwohner                  | 123  | 102  | 76   | 69   | 62   | 84   | 85   | 63   |
| Quellen: Cassini und INSEE |      |      |      |      |      |      |      |      |

## Sehenswürdigkeiten

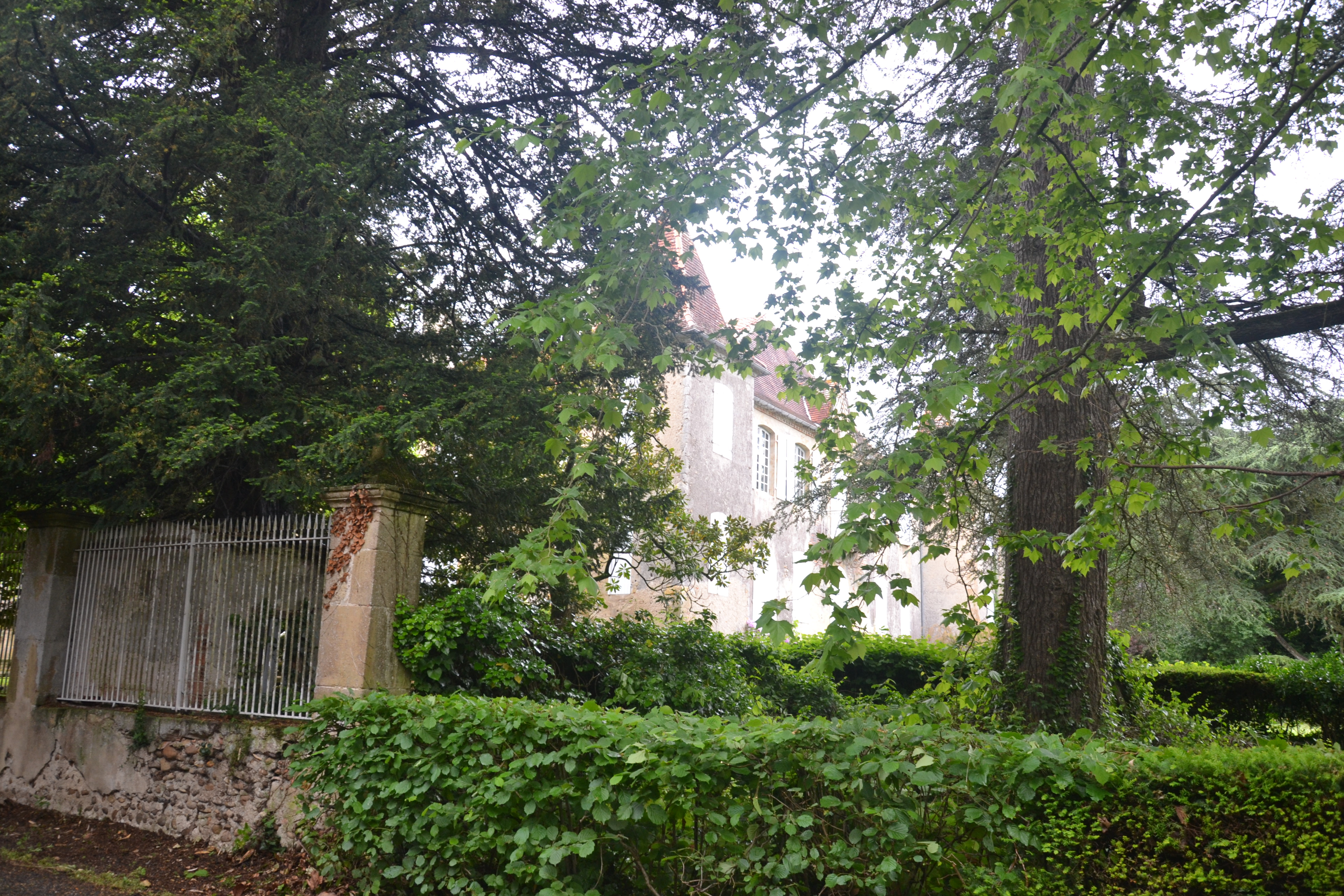
Schloss Château de Gouts
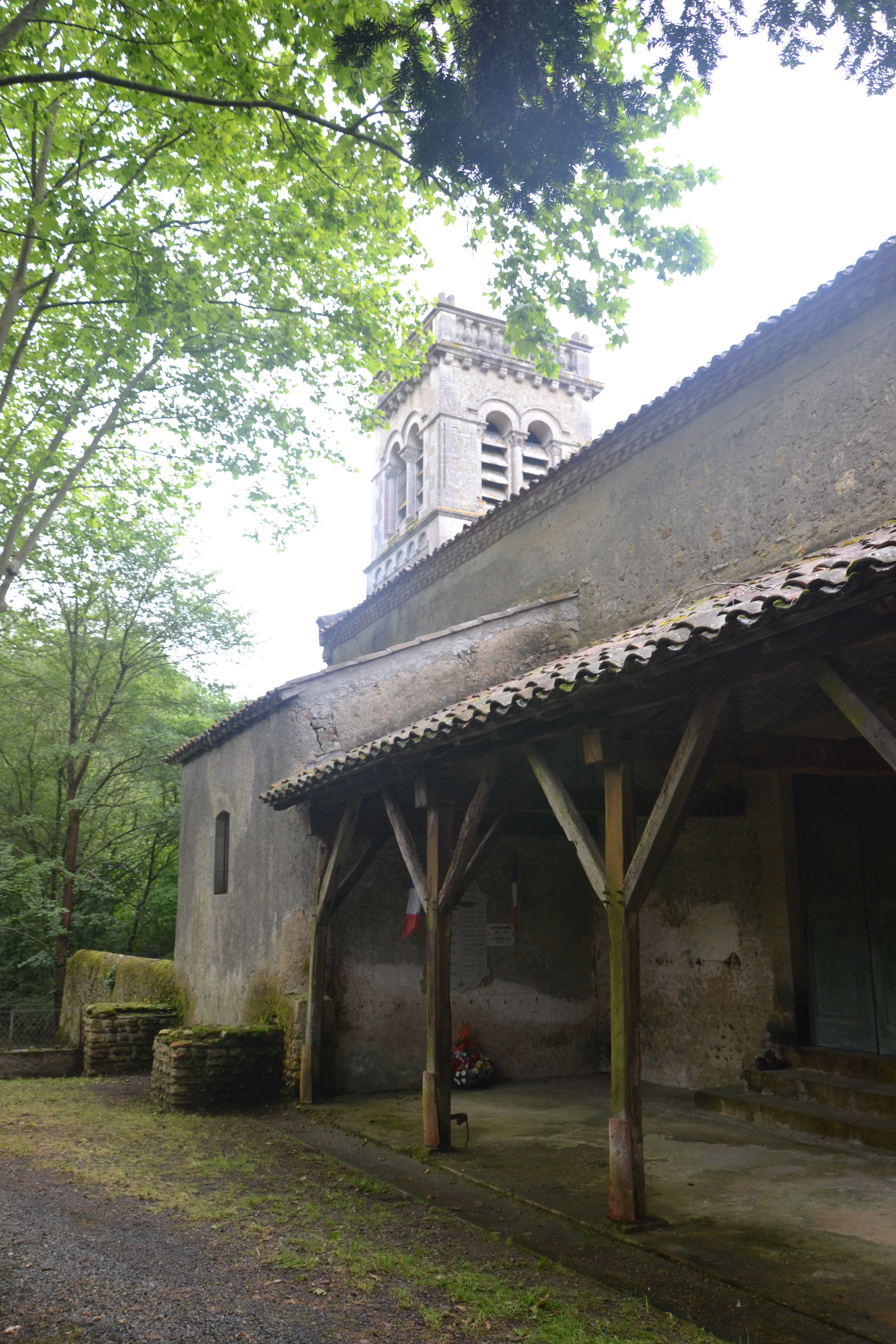
Dorfkirche Saint-Roch aus dem 14. Jahrhundert
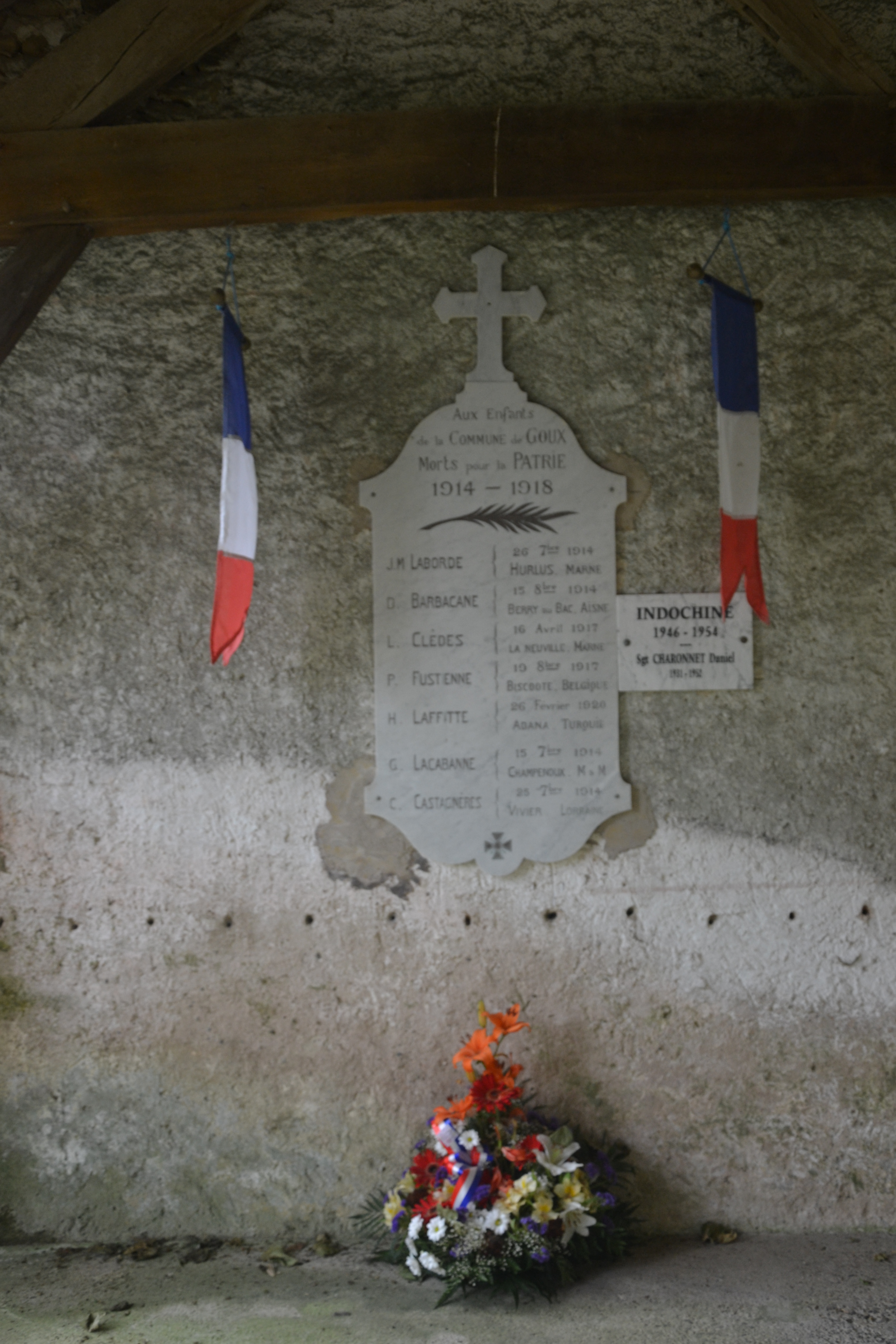
mehrere Kreuze und Wegkreuze
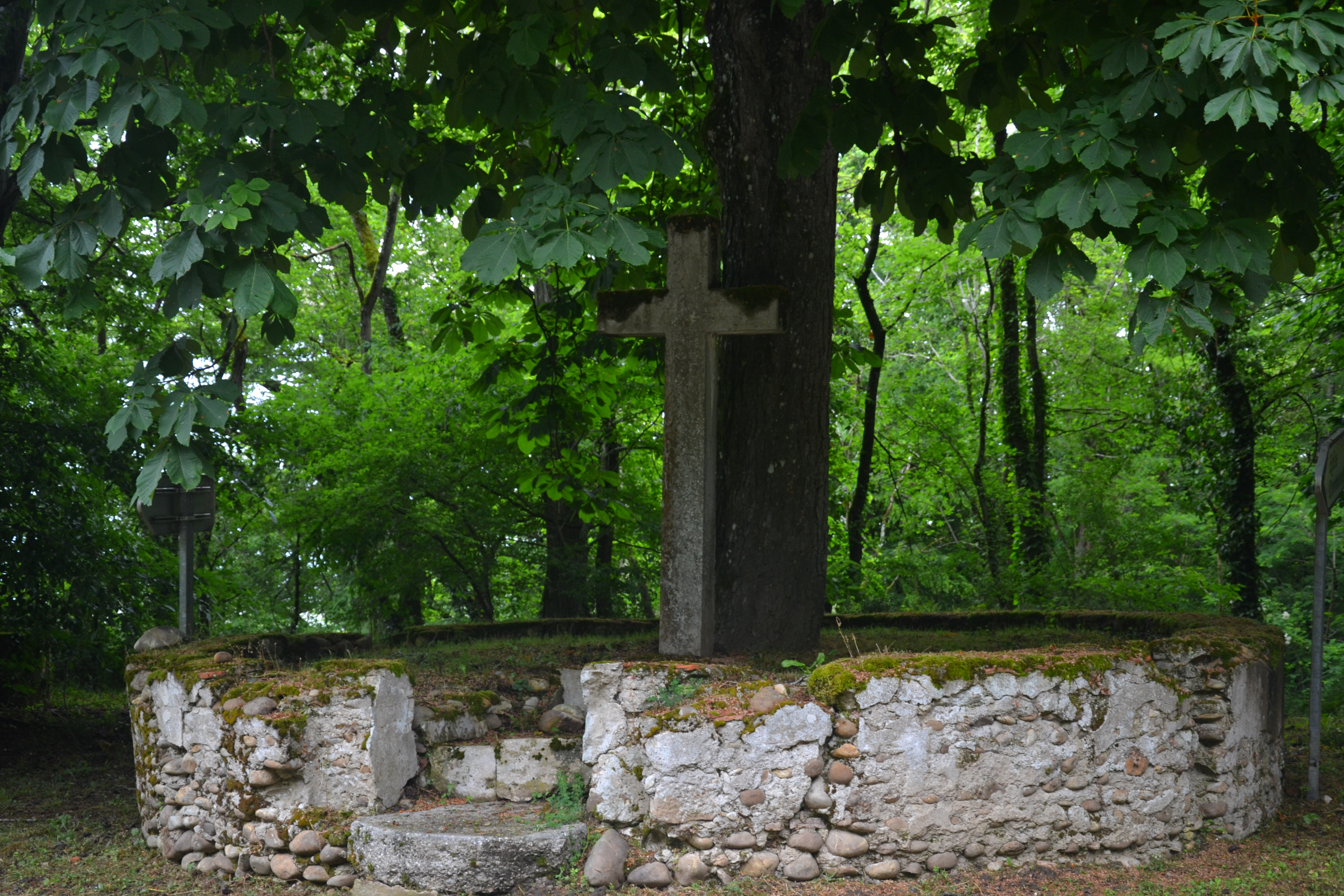
alte Mühle (14. Jahrhundert)

- Schloss Château de Gouts
- Dorfkirche Saint-Roch
- Denkmal für die Gefallenen
- Kreuz an der Kirche